# 장춘식

장춘식은 대한민국의 작사가, 작곡가이다.

## 개요
장춘식은 작사,작곡,편곡 작업을 하며, 가수들의 유튜브 영상 촬영작업도 한다.  그룹 '스쿨버스(School Bus)' 전 멤버이며, 현재 (주)올뮤직 대표이다.

## 앨범
- 1994.10. 'School Bus' 정규앨범 《Dream Come True》[2]

## 작품
- 작사, 작곡, 편곡 2019년 하도하 - <사랑때문에>[3]
- 편곡 2019년 하도하 - <뭐라고 한마디>[4]
- 편곡 2019년 하도하 - <구속>[5]
- 작곡, 편곡 2019년 이미영 - <실반지>
- 작곡, 편곡 2019년 이미영 - <정동진에서>
- 작곡, 편곡 2019년 이미영 - <사랑해요>
- 작사, 작곡, 편곡 2019년 오민준 - <바로 내여자>
- 작사, 작곡, 편곡 2019년 오민준 - <말해봐요>
- 작곡, 편곡 2019년 노영국 - <사랑한다 내인생>
- 편곡 2019년 노영국 - <최고의 여인>
- 작곡, 편곡 2018년 박시원 - <사랑의 택배기사>
- 작곡, 편곡 2018년 김채희 - <귀에 걸린 사랑>
- 작곡 2018년 요요미 - <자석 같은 남자>[6]
- 작곡 2018년 요요미 - <하트뿅뿅>[7]
- 작곡 2018년 요요미 -<이 오빠 뭐야>[8]
- 작곡, 편곡 2017년 오필승 - <멈추지 않는 사랑>
- 작곡, 편곡 2017년 오필승 - <당신아니면>
- 작곡, 편곡 2017년 오필승 - <그냥 그냥>
- 작곡, 편곡 2017년 오필승 - <행동으로 보여줘>
- 작곡 2011년 진태령 - <사랑해요>
- 작사, 작곡 2010년 조항조 - <이런 사랑도>
- 편곡 2009년 김양 - <사랑이 숑>
- 편곡 2009년 송대관 - <분위기 좋고>
- 작사, 작곡 2007년 김혜정 - <사랑할거야>